# Teresa Bórquez
Teresa Bórquez Oberreuter (25 de enero de 1901, Puerto Montt - 19 de abril de 1941, Valparaíso) fue una profesora y escritora chilena, reconocida principalmente por sus obras en torno a la ciudad de Quilpué.

## Biografía
Teresa Bórquez Oberreuter nace en Puerto Montt en 1901, siendo hija de Sandalio Bórquez y de Rosa Oberreuter, familia a la que se ha atribuido vínculo con el archipiélago de Chiloé. Fue también hermana del futuro diputado radical Pedro Bórquez Oberreuter.
Se forma como profesora y ejerce la docencia en distintas escuelas del sur, antes de obtener su traslado como profesora y directora de la Escuela de Niñas N° 95 de Quilpué, actual Colegio Fernando Durán Villarreal.
Su primer libro es la colección de ensayos publicada bajo el título de "Liberación", impreso en Puerto Montt en 1931 y que se caracterizan por una orientación marcadamente feminista. Posteriormente publica "Lágrima, verbo y luz" en 1936, y destaca también durante la conmemoración del cuarto centenario de Valparaíso (1937), donde sus versos fueron elogiados por Augusto D'Halmar.
En Qulpué, junto a su rol docente, colabora como una activa gestora cultural local y defensora por los derechos de las mujeres. Además, en ese espacio colaboró con el compositor Ramón Campbell para dar forma a la obra "La ciudad del sol: canciones campesinas", dedicada a la ciudad de Quilpué.
Falleció de tuberculosis en Playa Ancha, Valparaíso el 19 de abril de 1941.
En 1966 se publica, de manera póstuma, la obra "Mi último folio" , donde se agrupa parte importante de su producción literaria.

## Obras
- Liberación (1931)
- Lágrima, verbo y Luz (1936)
- Canto a Valparaíso: juguete y oriflama del pacífico; homenaje a su cuarto centenario (1937)
- Mi último Folio. Obra Póstuma (1966)
- Veinte poemas al joven cirujano F. A. Montero Carvallo
- La ciudad del sol: canciones campesinas